# Liste d'enseignes de la grande distribution aux Pays-Bas
Pour un article plus général, voir Liste d'enseignes de la grande distribution en Europe.
Cet article présente la liste d'enseignes de la grande distribution aux Pays-Bas.

## Liste d'enseignes par type

### Supermarché
- Albert Heijn (Ahold Delhaize) : depuis 1887
- Aldi : depuis 1973
- Coop (Coop, Coop Compact, Supercoop) : depuis 1891
- Deen (nl) : depuis 1933
- Dirk (Detailresult) : depuis 1942
- Emté (nl) (Sligro Food Group) : créé en 1965 ; les magasins d'Emté seront progressivement convertis en supermarchés Coop et Jumbo au courant de 2019
- Hoogvliet (nl) : depuis 1968
- Jan Linders (nl) : depuis 1963
- Jumbo (groupe Van Eerd)
- Lidl (groupe Schwarz) : depuis 1995
- Nettorama : depuis 1968
- Plus (nl) (groupe Sperwer) : depuis 1988

#### Bio
- Ekoplaza (en) (groupe Udea) : depuis 1980
- Marqt (nl) : depuis 2008

### Magasin de proximité
- Agrimarkt : depuis 1970
- Boni : depuis 1972
- Dagwinkel (groupe Van Tol)
- DekaMarkt (nl) (Detailresult) : depuis 1949
- MCD (nl) : depuis 1966
- Poiesz (nl) : depuis 1923
- Spar (groupe Sperwer) : depuis 1932
- Tanger

### Libre-service de gros
- Makro
- Sligro (en)
- Zegro

### Anciennes enseignes
- Attent (nl) : enseigne disparue à la fin de 2018
- Bas van der Heijden (Detailresult) : chaîne de supermarchés ayant existé de 1973 à 2014, rebaptisée Dirk
- C1000 : de 1977 à 2015, racheté par Jumbo
- De Boer (nl) : chaîne de supermarchés de 1925 à 1998, devenue Super de Boer
- Digros (Detailresult) : chaîne de supermarchés de 1972 à 2014, rebaptisé Dirk
- Super de Boer : chaîne de supermarchés de 1998 à 2012, devenue Jumbo

#### Hypermarché
Les Pays-Bas ne comptent — en 2019 — aucun hypermarché, il y a eu cependant plusieurs enseignes d'hypermarchés néerlandaises dans le passé :
- Famila (de) : 1971 à 1982, première chaîne d'hypermarchés d'origine allemande ayant existé aux Pays-Bas, créée en coopération avec le groupe Schuitema (nl) ;
- Miro (nl) : 1971 à 1986, chaîne d'hypermarchés, appartenant au groupe Ahold ;
- Trefcenter : 1973 à 1989, hypermarchés ayant appartenu au groupe SHV Holdings ;
- Maxis (nl) : 1974 à 2000, chaîne d'hypermarchés appartenant au groupe Bijenkorf ;
- A&P Hypermarkt : 1998 à 2000, enseigne d'hypermarchés d'A&P Nederland qui a été créée à la suite du rachat des hypermarchés Maxis.